# Kinkenge missionsstation

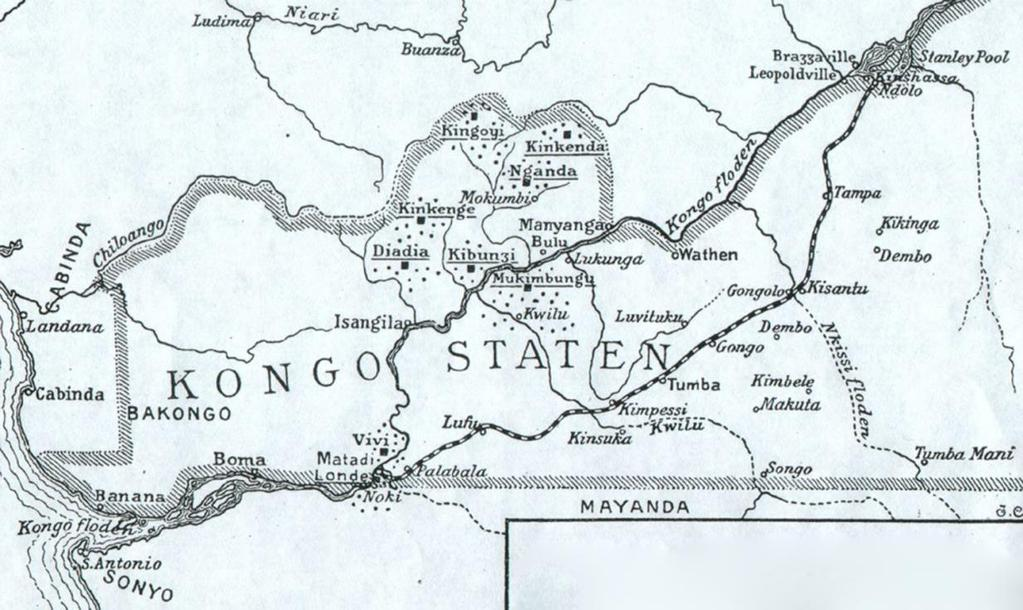
Svenska kongomissionens stationer i Nedre Kongo inklusive Kinkenge.

Kinkenge missionsstation var en svensk missionsstation som låg norr om Kongofloden i anslutning till byn Kinkenge i provinsen Kongo-Central, Demokratiska republiken Kongo.
Missionsstationen grundades 1897 av Svenska Missionsförbundet (S.M.F.) som en del av den svenska kongomissionen och blev därmed missionens sjätte station. Vid denna tid var Nedre Kongo en del av Kongofristaten. Den var missionsförbundets västligaste station i Kongostaten. Det var missionärerna Ivar Johansson och August Jansson som grundade stationen.

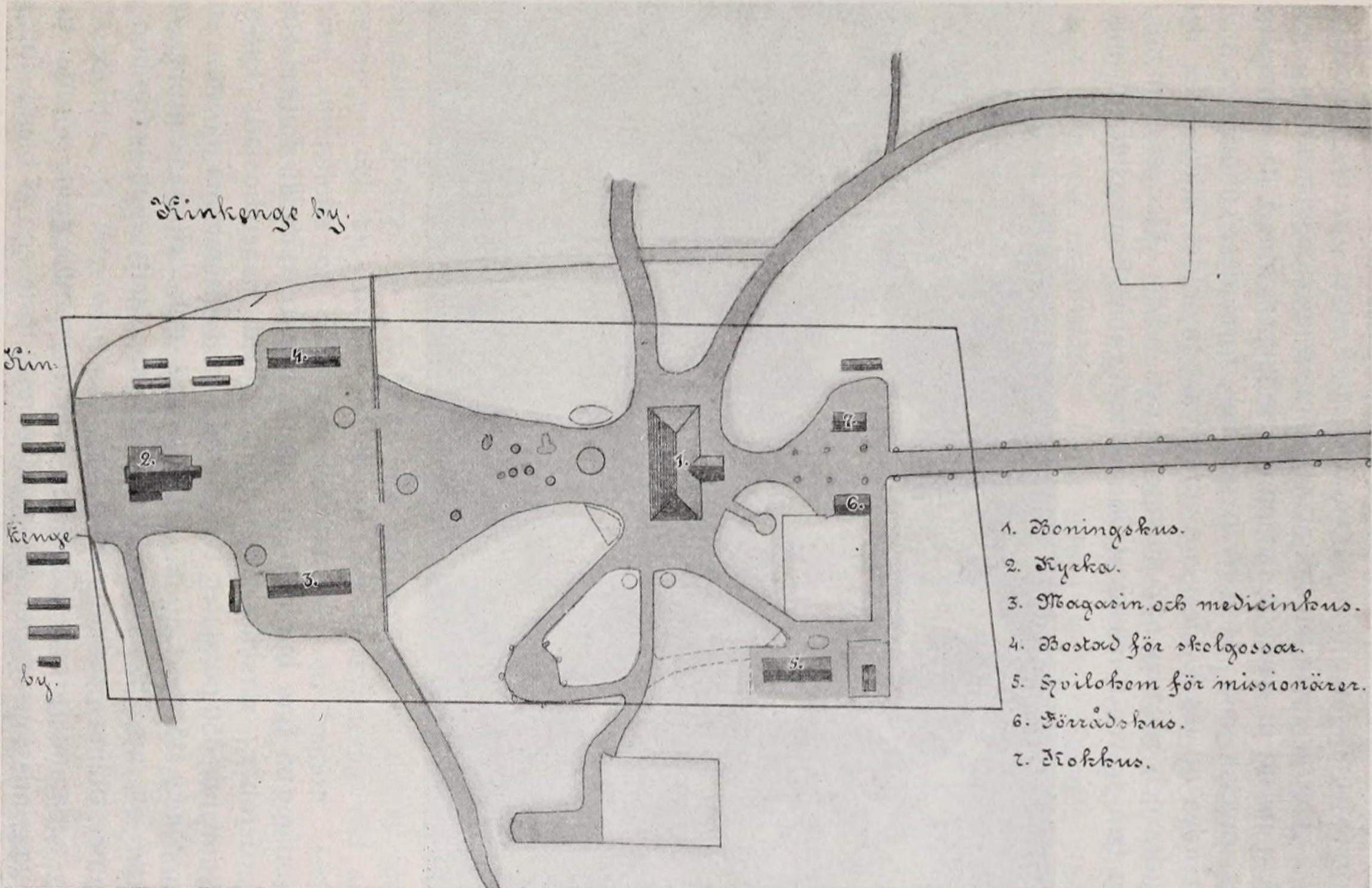
Planritning över Kinkenge missionsstation, ca 1910.

## Historia

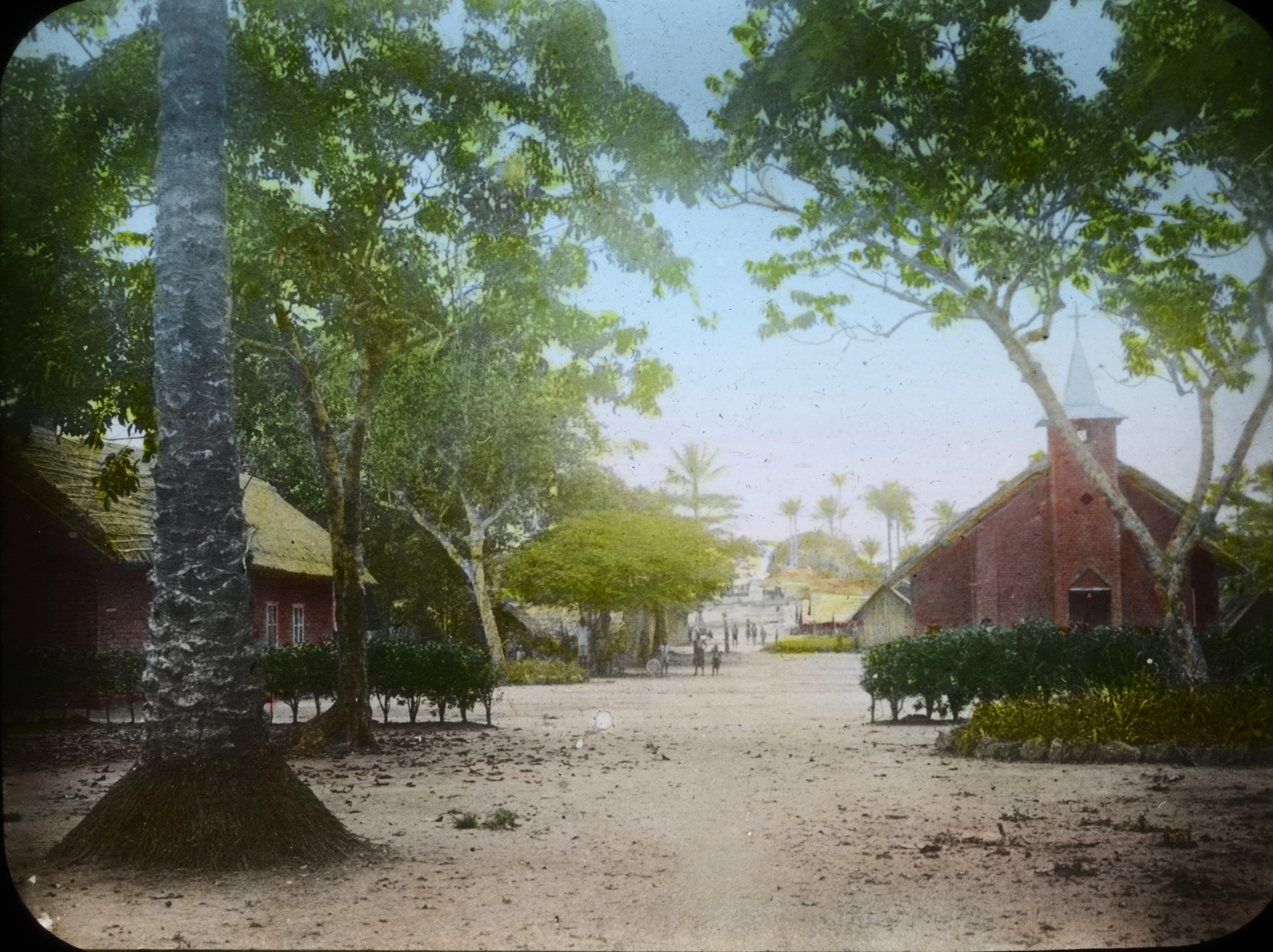
Kinkenge missionsstation. Kyrkan som blev klar runt 1900 syns till höger. Till vänster skymtar det hus som utgjorde medicin- och magasinshus. I bakgrunden skymtar byn Kinkenge.

Grundandet hade föregåtts av flera rekognoseringsresor under 1890-talet. Henning Skarp hade besökt platsen 1895. Två år senare i april kom missionärerna Ivar Johansson och Jöns Larsson på besök till byn Kinkenge. I juli samma år begav sig återigen Ivar Johansson till platsen, denna gång med August Jansson. De avreste från Diadia med 20 bärare med uppdraget att grunda en ny missionsstation. En överenskommelse gjordes med hövdingen Makasa Biyala. Efter några år hade de byggt en kyrka, ett boningshus med tillhörande köksbyggnad och tjänstebostäder, två "gosshus", ett hus med slöjdbod, sjuk- och medicinhus och ett hus för höns, getter och odlingsprodukter. Per-Olof och Elna (Helena) Wirén kom till stationen 1898 för att fortsätta arbetet.
En första byskola öppnades en timmes färd norrut i Bunzi år 1901. Tio år senare hade man startat 30-40 skolor i Kinkenges närområde. En av de lokala lärare i Kinkenge som lyfts i missionsförbundet bok Dagbräckning för Kongo är Mateosi Nswele (Nsuele) som dog 1907. En annan lärare var Luka Didi, som också var missionärernas kock, och som skrev i boken Vildmarkens vår.
Till skillnad från många andra missionsstationer var inte Malaria utbrett vid stationen vilket ledde till att den användes som vilohem för de missionärer som behövde återhämta sig. Kyrkan renoverades/alternativt byggdes om helt 1928.

## Missionärer vid Kinkenge
Utöver redan nämnda missionärer har även följande varit verksamma vid Kinkengestationen: Carl Niklas och Elin Börrisson, August Berthold, Wilhelm Walldén, Per Markus, Gustaf Arvid och Ester Jacobsson, Johan och Ida Cederblom, Viktor och Stina Vikterlöf, Josef och Solveig Öhrneman, Axel och Maria Wennerström och Knut och Anna-Karin Peterzon.
Riksarkivet har material från stationen som sträcker sig fram till 1978. Därefter överlämnades församlingen. Sedan 2011 har Asklanda-Ornunga församling en vänförsamling i Kinkenge.